# Podalonia altaiensis
Podalonia altaiensis är en biart som först beskrevs av Kazuhiko Tsuneki 1971.  Podalonia altaiensis ingår i släktet Podalonia och familjen grävsteklar. Inga underarter finns listade i Catalogue of Life.